# 논리적 충돌
논리적 충돌이란 둘 이상의 의무가 서로 충돌하여 행위자가 하나의 의무만을 이행할 수 있는 긴급상태에서 다른의무를 이행할 수 없게 되어 구성요건을 실현하는 경우를 말한다. 예를 전염병 환자의 치료를 담당하게 된 의사에게 전염병예방법상의 의사의 신고의무(동 법 제4조)와 형법상의 의사의 비밀유지의무(동 법 제317조)가 법적으로 경합하여 마치 양 의무가 논리적으로는 충돌하는 것과 같은 사례를 말한다.

## 성립범위

### 부작위의무와 부작위위무
의무의 충돌이 아니다

### 작위의무와 작위의무
의무의 충돌이다

### 작위의무와 부작위의무
긍정설과 부정설의 대립이 있으나 긴급피난의 경우와 다를바 없으므로 부정설이 타당하며 이에 의하면 의무의 충돌은 "부작위"범의 경우에만 문제된다.

## 같이 보기
- 의무충돌